# تفجير طرابلس أغسطس 2013
تفجير طرابلس أغسطس 2013 (او تفجير مسجدي التقوى والسلام) هو انفجاران استهدفا مسجدين في مدينة طرابلس، خلّف التفجير 49 قتيل وأكثر من 800 جريح. ويعتبر هذا التفجير من أعنف تفجيرات التي حدثت في طرابلس ولبنان منذ الحرب الأهلية.